# 카밀 그라바라
카밀 미에치스와프 그라바라(폴란드어: Kamil Mieczysław Grabara, 1999년 1월 8일 ~ )는 폴란드의 축구 선수로, 현재 분데스리가의 VfL 볼프스부르크에서 골키퍼로 뛰고 있다.